# Контрада Марчано (Терамо)
Контрада Марчано (итал. Contrada Marciano) је насеље у Италији у округу Терамо, региону Абруцо.
Према процени из 2011. у насељу је живело 15 становника. Насеље се налази на надморској висини од 320 м.